# Вамала (бог)
 Тази статия е за африканското божество.  За града във Финландия вижте Вамала.  
Вамала е едно от локалните божества в митологията на ганда, бог на езерото Вамала. Според мита за произхода на това езеро, Вамала живее с баща си Мусиси и брат си Ванема на остров в езерото Виктория. Веднъж при свада с брат си се сбиват и Вамала побеждава едва когато кучето му ухапва Ванема по крака, след което ядосаният Ванема хвърля пепел в очите на Вамала и временно го ослепява. Обиден, Вамала напуска острова и тръгва да странства. Веднъж, почивайки на един хълм, оставя меха си за вода отворен до себе си; от него потича вода, образува се рекичка, която потича от хълма в долината, където се образува езеро – езерото Вамала. Богът се заселва на брега му, по-късно на това място е издигнат негов храм.
На Вамала са принасяни човешки жертви.